# Szabó László (iparművész)
Szabó László (Kispest, 1935. június 24. – 2021. április 10.) magyar iparművész, bábkészítő, többek között a Tévémaci, Misi Mókus, Mekk Elek, Mirr-Murr és a A legkisebb ugrifüles bábfiguráinak készítője.

## Élete és pályafutása
Munkáscsaládban született, öt testvér közül volt a legidősebb. Az általános iskola elvégzése után repülőgépmotor-szerelőnek jelentkezett a Magyar Repülő Szövetséghez, majd 1952-ben a Honvéd Killián György Repülő Hajozó Tiszti Iskola hallgatója lett, 1956 és 1960 között versenymotorokat tuningolt a Csepeli Motorkerékpárgyárban. Repült JAK és a MIG típusú vadászgépekkel is. 1960 és 1965 között hidraulikusként dolgozott egy műanyagipari cégnél.
Mindig is szeretett figurákat farigcsálni, gyűjteményével felkereste a Pannónia Filmstúdiót, ahol a bábműteremben kapott munkát makettesként 1965-ben, később csoportvezető is lett. 1990-ig dolgozott itt. 1995-ben Szarvasra költözött. Szabadidejében olaj- és pasztellképeket festett.
Több kiállítása is volt festményeiből és makettjeiből, a Szarvasi Színház számára kellékeket tervezett, órákat is tartott a helyi iskolában.